# Apiwich Phulek
Apiwich Phulek (tiếng Thái: อภิวิชฐ์ ภู่เล็ก, sinh ngày 5 tháng 2 năm 1988 với tên Jetsada Phulek), còn được biết với tên đơn giản Lek (tiếng Thái: เล็ก), là một cầu thủ bóng đá người Thái Lan thi đấu ở vị trí tiền vệ chạy cánh cho câu lạc bộ Giải bóng đá Ngoại hạng Thái Lan Air Force Central. Anh thi đấu cho đội Thai Port mùa giải 2009 chủ yếu ở vị trí tiền vệ chạy cánh trái.

## Danh hiệu

### Câu lạc bộ
Thai Port
- Cúp Hiệp hội Bóng đá Thái Lan
  -  Vô địch (1): 2009